# Kangle
För andra betydelser, se Kangle (olika betydelser).
Kangle, tidigare stavat Kanglo, är ett härad i den autonoma prefekturen Linxia för hui-folket i provinsen Gansu i nordvästra Kina.
Kangle är indelat i fem köpingar och tolv socknar.
Köpingar (zhen):

- Fucheng (附城镇)
- Jinggu (景古镇)
- Lianlu (莲麓镇)
- Suji (苏集镇)
- Yanzhi (胭脂镇)

Socknar (xiang):

- Badan (八丹乡)
- Baiwang (白王乡)
- Basong (八松乡)
- Caotan (草滩乡)
- Huguan (虎关乡)
- Kangfeng (康丰乡)
- Liuchuan (流川乡)
- Minglu (鸣鹿乡)
- Shangwan (上湾乡)
- Wuhu (五户乡)